# Royal Military Canal

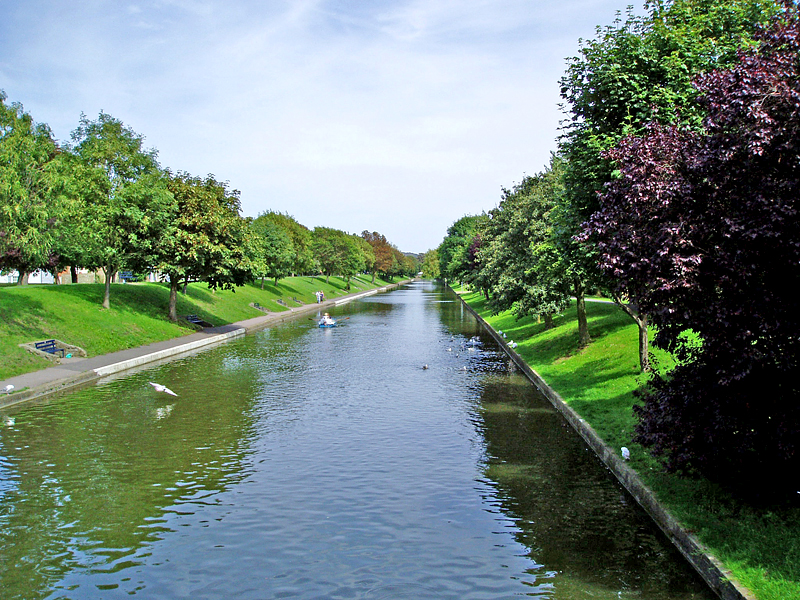
Royal Military Canal bij Hythe

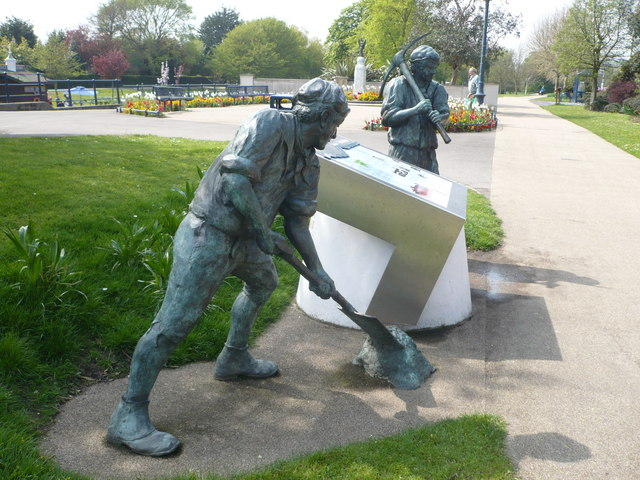
Standbeeld voor de kanaalwerkers, "navvies"

Het Royal Military Canal is een kanaal van ongeveer 35 kilometer tussen Seabrook bij Folkestone en Cliff End bij Hastings, en volgt de oude kliflijn grenzend aan het draslandgebied Romney Marsh.
De bouw werd gestart op 30 oktober 1804. De waterweg was klaar in april 1809 en kostte £234.000. 
Het Royal Military Canal werd gebouwd als derde verdedigingslinie tegen een inval van Napoleon. Men verwachtte een invasie van het Franse leger vanuit zee richting het Romney Marsh gebied. De kans op een invasie nam echter sterk af na de Zeeslag bij Trafalgar. Dit gebeurde nog tijdens de bouw van het kanaal in 1805. Hierdoor waren de kosten van de verdere bouw moeilijk politiek verdedigbaar. Er werd voor gekozen het kanaal publiek bevaarbaar te maken tegen een tolheffing.